# كارولين مكويليامز
كارولين مارغريت مك ويليامز (٤ نيسان ١٩٤٥ - ١١ شباط ٢٠١٠) كانت ممثلة أمريكية مشهورة بتصوريها لمارسي هيل في المسلسل التلفزيوني بينسون .
كما ظهرت مك ويليامز أيضا في تسع حلقات من مسلسل سلسلة الآباء الطويلة ‏ بشخصية سالي .
هي كانت تظهر بشكل دوري على سلسلة المسلسلات الطويلة سي بي أس في توجيه الضوء (بدور جانيت نوريس) لعدة سنوات وظهرت لفترة قصيرة المدى (بدور تريسي دي ويت )على سلسلة ان بي سي في مسلسل العالم الآخر
هي أيضا ظهرت بدور متكرر على بيفيرلي هيلز٩٠٢١٠ بدور والدة جيمي والترز بشخصية راي بروت

## الحياة الشخصية
ولدت مك ويليامز في مدينة سياتل ونشأت في جزيرة رود . تخرجت عام ١٩٦٦ بدرجة البكالوريوس من جامعة كارنيجي ميلون في بيتسبرغ . تزوجت عام ١٩٨٢من مايكل كيتون وأنجبت منه ابنًا اسمه شون واللذي ولد عام ١٩٨٣. انفصلت هي وكيتون في عام ١٩٩٠.

## الحياة المهنية
امتد الظهور التلفزيوني للممثلة مك ويليامز من العقد الستين من القرن العشرين حتى العقد الأول من القرن الحادي والعشرين.
كانت تلعب دور جانيت ماسون نوريس في المسلسل الأمريكي توجيه الضوء(غايدينغ لايت) من عام ١٩٦٩ ولغاية عام ١٩٧٥.
ظهرت في عام ١٩٧٧ في مسلسل بارني ميلر بدور بائعة هوى مما ساعدها في الهجرة والبقاء في البلد (بعد الهجرة) .
كانت تظهر عام ١٩٧٩ على برنامج سوب خلال الموسم الثاني منه ثم ظهرت من نفس العام في مسلسل بينسون (كشخصية مختلفة) عندما عرضت تلك السلسلة لأول مرة . بقيت في مسلسل بينسون حتى حلول عام ١٩٨١: حيث ذكرت القصة أن شخصيتها في داخل المسلسل كانت تحاول للإبتعاد مع خطيبها( الذي تحول فيما بعد إلى زوجها في العرض اللذي لعبه الممثل تيد دانسون ).
ظهرت على المسرح في :
المسرحية الموسيقية بوكاتشيو والتي تشمل كل من: قطة على سطح من الصفيح الساخن(كات اون ا هوت تن روف) ،الموسيقي روتشيلد والإنتاج مع مهرجان شكسبير الأمريكي في كل من مدينة ستراتفورد ، ولاية كونيتيكت الأمريكية ومهرجان شكسبير نيويورك . 
بعد ذلك ، قامت بعدد من الأعمال التلفزيونية الكوميدية والدرامية : 
واللتي تتضمن المسلسل الأمريكي كوجاك ، كوينسي إم إي ، مسلسل الرجل الأخضر الخارق ، مشروع الكتاب الأزرق ، هيل ستريت بلوز ، محكمة ليلة ، سانت في مكان آخر ، كاجني ولاسي، الأخوات (موسمين) ، تحسين المنزل ، ميرفي براون والقاضية إيمي (ثلاث مواسم).
وفي عام ١٩٨٩ قامت بتصوير الزوجة الشبح ، كلير بريتشارد ، في المسلسل الكوميدي الذي كان قصير البث مسلسل على وشك المغادرة .
هي أيضاً ظهرت في العديد من الأفلام المصممة للتلفزيون واللتي تشمل :
موت المحيط (١٩٧٩) ، غضب (١٩٨٠) ، هدية الحياة (١٩٨٢) ، كاس مالوي (١٩٨٢) و أقسم على الصمت (١٩٨٧) .
ظهرت مك ويليامز في صورتين متحركتين رئيسيتين :
- صيف المياه البيضاء (١٩٨٧) - بدور فيرجينيا بلوك .
- حوريات البحر (١٩٩٠) - بدور كاري

## المرض والموت
توفيت كارولين ماك ويليامز من مرض الورم النقوي المتعدد في منزلها في مدينة لوس أنجلوس في ولاية كاليفورنيا عن عمر يناهز 64 عامًا 